# БЗНС (Георги Пинчев)
Вижте пояснителната страница за други значения на БЗНС.
Българският земеделски народен съюз (БЗНС) е българска политическа партия.
На 1 септември 1945 г. по фирмено дело №3/1945 г. на Софийския областен съд е регистриран Български земеделски народен съюз като юридическа личност с политическа цел на основание Закона за юридическите лица (отменен). В устава на партията, приложен към делото, е декларирано, че Българският земеделски народен съюз е правоприемник на основания през 1899 г. Български земеделски народен съюз. На извънреден конгрес, проведен на 27 февручри 1990 г., партията променя устава си в съответствие с новия Закон за политическите партии (ДВ, бр. 29/1990 г.) и влиза в политическия и правен мир на демократична България като БЗНС с главен секретар Виктор Вълков.
На национална конференция за земеделско единство, проведена на 27 юли 1992 г. с участието на представители на БЗНС, „БЗНС – Врабча 1“ и „БЗНС – Никола Петков“ са приети нов устав, ново ръководство и ново наименование на партията – „БЗНС единен“. Главен секретар е Ценко Барев.
С Определение №3865/11 септември 1946 г. по дело №10/1946 г. е регистрирана политическа партия под името Български земеделски народен съюз Никола Петков и е вписана под №10 в регистъра на Софийския областен съд със седалище в гр. София, партиен вестник „Народно земеделско знаме“ и партиен цвят „зелен“. Със Закона за забраняване и разтуряне на „БЗНС Никола Петков“ и всичките му поделения и секции (ДВ, бр. 199/28 август 1947 г.) същият е забранен и е разформирован. Със закон, приет от Народното събрание на 15 януари 1990 г., законът от 1947 г. е отменен изцяло.
С Решение №1/16 април 1990 г. по фирмено дело №2274/1990 г. на ФО при СГС съдът приема, че дейността на „БЗНС Никола Петков“ е възстановена и вписва промени в ръководството, представителството и устава на партията. Главен секретар на „БЗНС Никола Петков“ е Милан Дренчев.
На извънреден конгрес, проведен на 15 и 16 февруари 1992 г., за нов главен секретар е избрана Анастасия Димитрова-Мозер.
На извънреден възстановителен конгрес, проведен на 7 и 8 ноември 1992 г., свикан и организиран от ръководните органи на „БЗНС единен“ и „БЗНС Никола Петков“ е възстановено единството на земеделските сили и е прието възстановената върху основите на двете партии организация да се върне към историческото си наименование Български земеделски народен съюз. Считано от влизането в сила на съдебното решение, с което се вписват приетите на конгреса решения, е налице една партия – Български земеделски народен съюз, с абревиатура БЗНС. Партията се представлява от главен секретар Анастасия Димитрова-Мозер до 1996 г.
По решение на Управителния съвет на БЗНС на 24 август 1996 г. за главен секретар на БЗНС е избран Георги Пинчев.
През същата година е регистрирана новата политическа партия „БЗНС - Народен съюз“ (съкратено „БЗНС-НС“) с главен секретар Анастасия Димитрова Мозер.
БЗНС участва на парламентарните избори през 2005 година като част от коалиция „Обединени демократични сили“, а „БЗНС – Народен съюз“ участва на същите парламентарни избори като част от коалиция „Български народен съюз“. Депутати от тези партии в XL ОНС са Георги Пинчев, Анастасия Мозер и Венцислав Върбанов.
На изборите за местна власт през октомври 2007 г. БЗНС с главен секретар Георги Пинчев и БЗНС-НС с председател Анастасия Мозер и главен секретар Венцислав Върбанов участват заедно като политическа партия Български земеделски народен съюз с абревиатура БЗНС.
На 27 март 2010 г. за Главен секретар на БЗНС е избран Николай Ненчев